# Agalliota maculata
Agalliota maculata är en insektsart som beskrevs av Gonçalves, Mejdalani och Luci B. N. Coelho 2006. Agalliota maculata ingår i släktet Agalliota och familjen dvärgstritar. Inga underarter finns listade i Catalogue of Life.